# Willy Segers
Willy Segers (Anderlecht, 21 november 1958) is een Belgisch Vlaams-nationalistisch politicus voor de Volksunie en vervolgens de N-VA. 

## Levensloop
Willy Segers is van opleiding licentiaat in de bestuurswetenschappen, een diploma dat hij in 1989 behaalde aan de Administratieve en Economische Hogeschool Brussel. Hij was van 1983 tot 2009 docent rechtsvakken, organisatie en management en was ook optiecoördinator binnen de opleiding Bedrijfsmanagement in het hoger onderwijs in Brussel. Tijdens zijn studies was hij praeses van de faculteitskring HONIM.
Op 23-jarige leeftijd werd Segers bestuurslid van de VUJO-afdeling van Dilbeek. Van 1993 tot 2001 was hij afdelingsvoorzitter van de Volksunie in Groot-Dilbeek. Na het uiteenvallen van deze partij in dat laatste jaar trad hij toe tot de N-VA. Van 2001 tot 2006 was hij arrondissementieel secretaris voor de partij in Brussel-Halle-Vilvoorde. 
Sinds oktober 1994 is Segers gemeenteraadslid van Dilbeek. Hij was er van 2007 tot 2012 schepen van Cultuur, Openbare Reinheid, Toerisme en Vlaams Beleid en sinds 2013 is hij er burgemeester. Een coalitie van zijn N-VA met CD&V-DNA en sp.a-Groen verhinderde dat de partij die in 2012 in Dilbeek de meeste stemmen haalde, de Open Vld, het bestuur kon verderzetten. Na de verkiezingen van oktober 2018 bleef Segers, die de meeste voorkeurstemmen behaalde, burgemeester van Dilbeek, in een coalitie van N-VA en Open Vld, dat later Blauw Dilbeek ging heten. Na de gemeenteraadsverkiezingen van oktober 2024 werd de coalitie tussen beide partijen hernieuwd en in december 2024 kon hij aan zijn derde termijn als burgemeester beginnen.
Bij de rechtstreekse Vlaamse verkiezingen van 7 juni 2009 werd Willy Segers verkozen in de kieskring Vlaams-Brabant. Ook na de volgende Vlaamse verkiezingen van 25 mei 2014 bleef hij Vlaams Parlementslid. In mei 2019 werd hij niet herkozen. Als parlementslid was hij actief in de commissies Bestuurszaken, Binnenlands Bestuur en Inburgering en Brussel en Vlaamse Rand. Ook was hij plaatsvervanger in de commissie Onderwijs.
Hij is gehuwd en vader van drie zonen.